# Heuvelse Heide
Heuvelse Heide är en hed i Belgien.   Den ligger i provinsen Limburg och regionen Flandern, i den nordöstra delen av landet, 80 km nordost om huvudstaden Bryssel.
Omgivningarna runt Heuvelse Heide är en mosaik av jordbruksmark och naturlig växtlighet. Runt Heuvelse Heide är det ganska tätbefolkat, med 179 invånare per kvadratkilometer.